# Жовтець Малиновського
Жовтець Малиновського (Ranunculus malinovskii) — вид квіткових рослин з родини жовтецевих (Ranunculaceae).

## Поширення
Росте в Україні.